# Ectoplasma (parapsicologia)

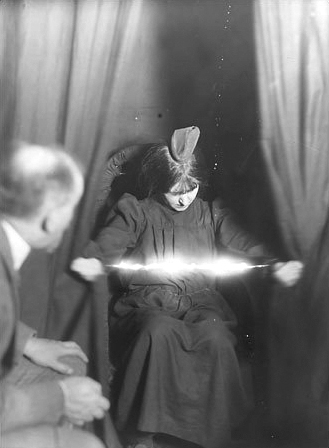
Ectoplasma luminoso tra le mani della medium Eva Carrière

Ectoplasma (dal greco antico ἐκτός?, èktòs, "fuori" e πλάσμα, plasma, lett. "ciò che ha forma") è un termine adottato per la prima volta da Ernst Haeckel nel 1873, per indicare lo strato esterno e più denso del citoplasma cellulare.
Il primo ad usare questo termine nel campo della parapsicologia e dello spiritismo fu il premio Nobel Charles Robert Richet (1850-1935). Il termine ectoplasma indica una sostanza di natura sconosciuta, che secondo i fautori delle teorie paranormali uscirebbe dal corpo di alcuni medium in stato di trance e che spesso si materializzerebbe in figure visibili. Esso rappresenterebbe pertanto la forma corporea fluida nella quale talvolta si materializzano gli spiriti o le entità spirituali.
La sostanza di cui è composto l'ectoplasma viene generalmente descritta come viscida, morbida o solida, fluida o vaporosa, fredda ma asciutta al tatto. Spesso sarebbe di colore biancastro, a volte con sfumature verdastre e fosforescente. Avrebbe inoltre un odore peculiare, da alcuni associato all'ozono.
In una prima fase sarebbe trasparente, per poi prendere consistenza assumendo diverse forme, tra cui figure umane totali o parziali. Verrebbero così a formarsi arti, volti o perfino interi corpi in grado di assumere movenze "intelligenti". Spesso viene descritto come mobile e retrattile e legato alla sensibilità fisica del medium, che prova delle sensazioni quando l'ectoplasma viene toccato. Sarebbe inoltre sensibile a fonti di luce intensa, dalle quali si ritrarrebbe, rischiando però di causare traumi psichici al medium.
In genere, dopo la produzione di un ectoplasma, il medium prova una forte spossatezza fisica e una perdita di peso. Al termine del fenomeno, l'ectoplasma può lasciare dei residui in forma di filamenti.
Durante lo stato di trance, l'ectoplasma fuoriuscirebbe, almeno in alcuni casi, oltre che dalla bocca, da qualsiasi orifizio del corpo, compresi orecchie, naso, occhi, ombelico, capezzoli e vagina. Rimarrebbe attaccato al corpo per tutta la durata del fenomeno, per poi essere riassorbito alla fine della seduta.
Proprio questo aspetto relativo alla fuoriuscita dell'ectoplasma dagli orifizi corporei rende evidente l'origine del tutto naturale e spesso fraudolenta di questo fenomeno, dimostrata scientificamente in numerosi casi. La sostanza di cui si affermava la soprannaturalità, in questi casi era in realtà null'altro che un insieme di materiali, inorganici e/o derivanti da interiora di animali, inseriti nel corpo della medium prima della seduta e da essa estratti o lasciati uscire, al momento opportuno, nel corso della "trance".
Si è tentato di analizzare in laboratorio un residuo di ectoplasma ritenuto autentico, ottenendo conferma di questa spiegazione scientifica. Esso avrebbe infatti una composizione organica fatta di globuli rossi, cellule epiteliali, leucociti, cristalli di acidi grassi e sali, residui di polvere e filamenti di tessuto; ovvero sostanze tutte appartenenti alla disponibilità immediata del medium e niente affatto soprannaturali. I fautori del paranormale spiegano invece questi risultati affermando che si tratta di contaminazioni, derivanti probabilmente dal contatto dell'ectoplasma con il corpo del medium e con l'ambiente.
Esistono due teorie tradizionali che cercano di spiegare questo fenomeno:
- secondo il medico francese Gustave Geley, uno dei fondatori dell'Institut Méthapsychique International, l'ectoplasma sarebbe una sostanza biologica amorfa fisiologicamente proveniente dal soma del medium stesso;
- secondo il reverendo Robert Chaney, egli stesso un medium, l'ectoplasma sarebbe la controparte spirituale del protoplasma. La massa ectoplasmatica esisterebbe negli spazi intercellulari del corpo fisico in vibrazione a metà tra la forma fisica e quella spirituale. L'ectoplasma sarebbe la sostanza astrale attraverso la quale un'entità disincarnata o la volontà del medium possono manifestarsi.
- un'équipe di studiosi francesi ha affermato[1] che gli ectoplasmi potrebbero essere prodotti proprio dal corpo umano, come gas rilasciati con potenza dai medium in trance.

Spesso al fenomeno della produzione ectoplasmatica si assocerebbero fenomeni di telepatia, il che dovrebbe giustificare le reazioni dell'ectoplasma a stimoli esterni (contatto, suoni, luce) ed il collegamento fra questi e il medium, che parrebbe risentirne somaticamente.